# Websteroprion armstrongi
Websteroprion è un genere estinto di anellide, appartenente ai policheti, vissuto nel Devoniano, circa 400 milioni di anni fa, i cui resti sono stati rinvenuti nella zona di Moosonee, in Ontario, Canada.

## Descrizione

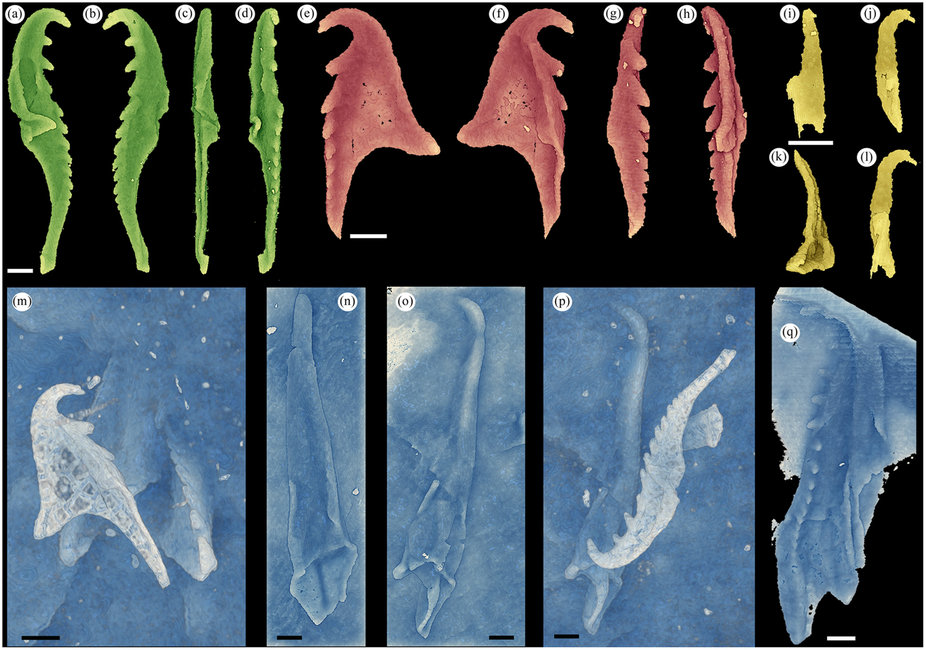
Fauci di W. armstrongi

I fossili di questo animale sono costituiti primariamente da resti di fauci di grandi dimensioni, lunghe oltre un centimetro. Fauci di queste dimensioni implicano una grande taglia dell'intero animale, ben oltre un metro di lunghezza, e rendono Websteroprion il più grande polichete predatore conosciuto allo stato fossile. Animali simili sono noti anche attualmente (Eunice aphroditois) e possono raggiungere i tre metri di lunghezza. Websteroprion era caratterizzato da mascelle possenti, dotate di zanne ricurve e di denticoli ben spaziati fra loro. La piastra basale era di forma triangolare, denticolata e corta.

## Classificazione
Websteroprion armstrongi venne descritto per la prima volta nel 2018, sulla base di resti fossili ritrovati negli anni '90 nella Formazione Kwataboahegan, risalente al Devoniano inferiore/medio, nella zona di Moosonee (Ontario, Canada). I fossili sono stati attribuiti a un nuovo genere e a una nuova specie di anellidi policheti giganti appartenenti agli Aciculata, ma non è chiaro a quale famiglia appartenessero. Sembra però che Websteroprion possa essere stato simile e forse strettamente imparentato ai policheti predatori del genere Eunice, rappresentati attualmente da numerose forme in tutti i mari.

## Paleobiologia
Come i suoi stretti parenti attuali, anche Websteroprion doveva essere un predatore che si nascondeva nella sabbia del fondale marino, dalla quale emergeva per azzannare pesci e altre prede che nuotavano nei pressi del fondale. Websteroprion è considerato il più antico esempio di gigantismo negli anellidi policheti.